# Epacris celata
Epacris celata är en ljungväxtart som beskrevs av R.K. Crowden. Epacris celata ingår i släktet Epacris och familjen ljungväxter. Inga underarter finns listade i Catalogue of Life.